# Papirus Oxyrhynchus 654

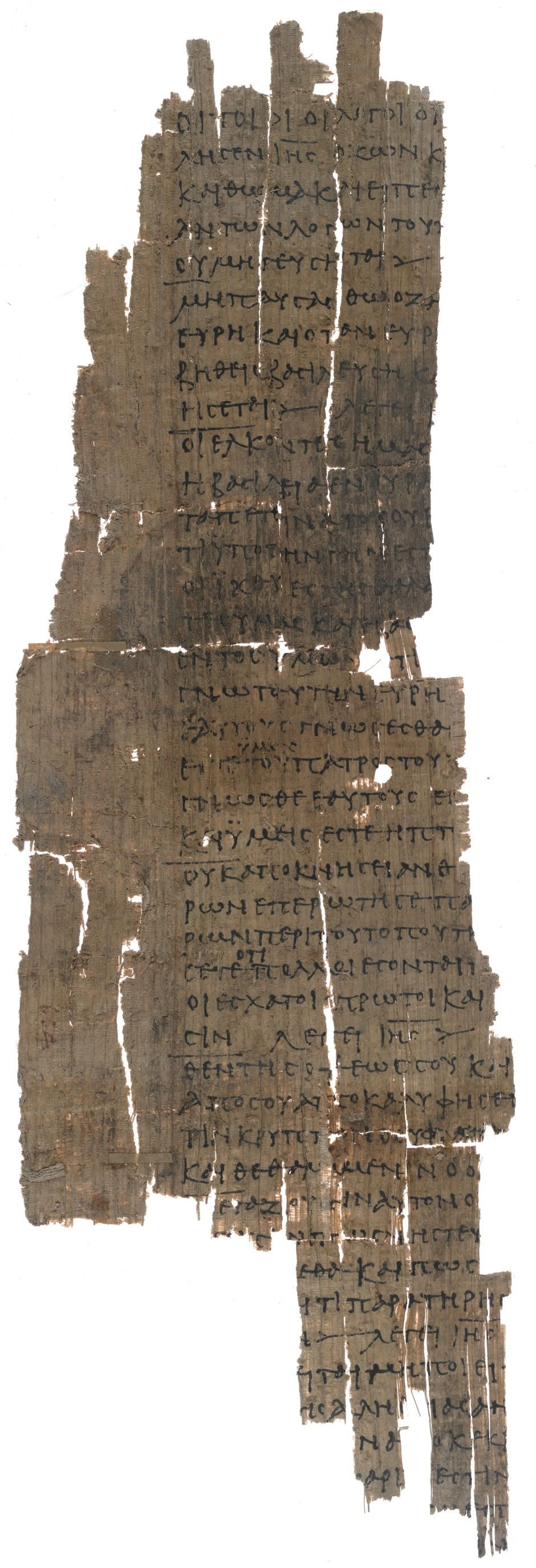
P. Oxy. 654

Papirus Oxyrhynchus 654, oznaczany również P. Oxy. IV 654 – fragment greckiego rękopisu Ewangelii Tomasza spisany na papirusie w formie zwoju. P. Oxy 654 jest jednym z rękopisów odkrytych w Oksyrynchos przez Bernarda Grenfella i Artura Hunta w latach 1897–1904. Na liście tamtejszych papirusów został skatalogowany pod numerem 654. Paleograficznie datowany jest na połowę lub koniec III wieku n.e. Jest to jeden z trzech zachowanych greckich rękopisów Ewangelii Tomasza.

## Opis
Tekst jest pisany kursywą przez wprawną rękę kopisty. Stosuje dierezę nad początkowym Ypsylon, widoczne są dwie korekty. Nomina sacra pisane są w skróconej formie (ΙΗΣ dla Ἰησοῦς, Jezus). Fragment ten został opublikowany w The Oxyrhynchus Papyri, część IV.
Według Grenfella i Hunta, którzy przedstawili ten fragment jako Logia Iesu (Powiedzenia Jezusa), oryginalny rękopis zawierał zbiór wypowiedzi Jezusa. Sugerowali oni, że oryginalny rękopis może być częścią Ewangelii Tomasza  lub Ewangelii Filipa. Jedyna kompletna kopia Ewangelii Tomasza została znaleziona w 1945 roku w Nag Hammadi (NHC II,2), gdzie odkryto jej koptyjską wersję wraz z kolekcją pierwszych chrześcijańskich tekstów gnostyckich.
Rękopis zawiera logia Jezusa Chrystusa. Są to loggia (powiedzenia) 1–7 Ewangelii Tomasza zapisane na odwrotnej stronie (opistograf). Grenfell i Hunt odkryli również dwa inne fragmenty tej apokryficznej Ewangelii: P. Oxy. 1 i P. Oxy. 655.
W 1904 roku P. Oxy. 654 został przekazany Muzeum Brytyjskiemu przez Fundację Egypt Exploration. Rękopis jest przechowywany w Department of manuscripts British Library (Inv. 1531) w Londynie.
Względem tekstu znalezionego w Nag Hammadi koptyjskiego przekładu różni się w 18 miejscach. W 7 miejscach P.Oxy 654 ma tekst dłuższy niż koptyjski, a w 6 miejscach krótszy. W 5 miejscach zachodzi substytucja.